# Stachelhering
Der Stachelhering (Denticeps clupeoides) ist ein 15 Zentimeter lang werdender Süßwasserfisch, der in Westafrika endemisch im Ouémé, im Nigerdelta und im Mungo River in Kamerun lebt. Seine Heimatgewässer weisen eine starke Strömung auf. Der Schwarmfisch ist die einzige Art der damit monotypischen Familie Denticipitidae.

## Merkmale
Namensgebend für den Fisch sind die Dentikel (Hautzähnchen) auf dem Schädeldach und der Schädelunterseite. Die vordere Schädelhälfte sieht dadurch „pelzig“ aus. Eine Supramaxillare, ein Knochen des Oberkiefers, fehlt. Die Schwanzflosse hat 16 Flossenstrahlen, der Kiemenbogen fünf Strahlen, die mittleren besitzen auf dem vorderen Rand Dentikel. Das Seitenlinienorgan ist vollständig.